# John Jalique
John Loyd Odtojan Jalique (* 4. Februar 2004 in Bacoor) ist ein philippinischer Fußballspieler, welcher hauptsächlich auf der Position eines Mittelstürmers eingesetzt wird.

## Karriere

### Verein
Von seinem gerade in der Gründung befindlichen Heimatklub, dem Tuloy FC, wurde er für den Verlauf der PFL-Saison 2022/23 an das PFF Development Team verliehen um Spielpraxis zu bekommen, bis sein Klub zur nächsten Saison ebenfalls am Ligabetrieb teilnimmt. Am 1. Spieltag kam er bei einer 0:1-Niederlage gegen den Kaya FC-Iloilo per Einwechslung zur 88. Minute für Dennis Chung zu seinem Debüt. Nach nur wenig weiterer Spielzeit kehrte er im Sommer 2023 zu Tuloy zurück. Nach ersten Einsätzen bei der Copa Paulino Alcantara 2023, bei welchen er auch sein erstes Tor für sein Team erzielte, wurde er in der Ligasaison 2024 zum Stammspieler und erzielte neun Tore und gab fünf Vorlagen, was ihn zum besten Torschützen seiner Mannschaft in dieser Spielzeit machte. Seit Oktober 2024 spielt er auf Leihbasis wieder beim Development Team, wo er ebenfalls einen Stammplatz einnimmt.

### Nationalmannschaft
Nach einigen Partien mit der U15 ab Sommer 2019 ging es für ihn im Herbst des Jahres weiter mit Spielen für die U16. Hier schaffte er während der Qualifikationsphase für die U-16-Asienmeisterschaft 2020 bei einem 7:0-Sieg über die Nördlichen Mariannen einen Hattrick, bei dem er zwei seiner Tore in der ersten Halbzeit und das dritte kurz nach Wiederanpfiff erzielte. Schlussendlich schaffte er mit seiner Mannschaft nicht die Qualifikation für das Turnier, welches am Ende bedingt durch die COVID-19-Pandemie sowieso nicht ausgetragen wurde. Später nahm er mit der U19 an der U-19 ASEAN Boys Championship 2022 teil und kam hier in der Gruppenphase für sein Team zu zwei Einsätzen, einmal auch über die komplette Spielzeit.
Im August 2023 folgte seine Premiere für die U23, wo er bei der AFF Championship 2023 beim 2:2-Gruppenspiel gegen Laos eingewechselt wurde. Nach einem weiteren Einsatz bei diesem Turnier folgten noch Einsätze in Qualifikationsspielen zur Asienmeisterschaft.